# 뷔트리쉬르우아즈
뷔트리쉬르우아즈(프랑스어: Butry-sur-Oise)는 프랑스 북부 일드프랑스의 발두아즈주에 있는 코뮌이다. 코뮌에 위치한 발몽두아 역은 페르상, 크레유, 퐁투아즈, 파리로 가는 철도 노선이 있다.

## 인구 통계
| 연도        | 인구  | ±% p.a. |
| ----------- | ----- | ------- |
| 1968        | 883   | —       |
| 1975        | 997   | +1.75%  |
| 1982        | 1,646 | +7.42%  |
| 1990        | 1,878 | +1.66%  |
| 1999        | 1,969 | +0.53%  |
| 2007        | 1,974 | +0.03%  |
| 2012        | 2,213 | +2.31%  |
| 2017        | 2,272 | +0.53%  |
| 출처: INSEE |       |         |